# Congreso Nacional de Venezuela
El Congreso Nacional de Venezuela, también denominado Congreso de la República, fue la representación del Poder Legislativo venezolano hasta 1999, cuando fue sustituido por la Comisión Legislativa Nacional (Congresillo) que precedió a la Asamblea Nacional de Venezuela.
Era de composición bicameral: el Senado y una Cámara de Diputados. El último Presidente del Senado (que, a su vez, fungía como Presidente del Congreso) fue Luis Alfonso Dávila, elegido senador en el Estado Anzoátegui por el partido Movimiento V República; a su vez, el último Presidente de la Cámara de Diputados (quien se desempeñaba también como Vicepresidente del Congreso) fue Henrique Capriles Radonski, quien fuera elegido diputado en el Estado Zulia por el partido socialcristiano COPEI.
Diferentes sectores de la vida política venezolana, tanto de oposición como del gobierno, han planteado la posibilidad de que, en algún momento, en el Poder Legislativo de Venezuela vuelvan a funcionar dos cámaras, retomando su composición bicameral. No obstante, hasta el momento son solo propuestas que se han realizado.

## Historia

### Primer Congreso de Venezuela

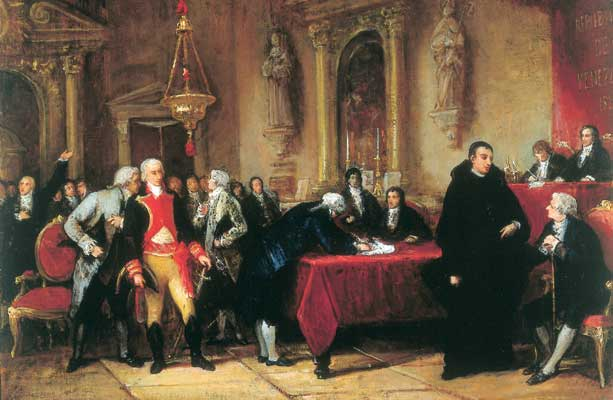
El Primer Congreso de Venezuela declaró la independencia absoluta de la Corona de España el 5 de julio de 1811 y decidió nombrar al país como Confederación Americana de Venezuela.

El Primer Congreso Nacional de Venezuela se instaló en fecha 2 de marzo de 1811, siendo el Congreso más antiguo de América Latina y el segundo de todo el continente americano. Sustituyó en el poder a la Junta Suprema de Caracas. Fue convocado para decidir la mejor forma de gobierno para Venezuela mientras durara el cautiverio del Rey Fernando VII en manos de Napoleón Bonaparte, y cuya deliberación al respecto concluyó con la firma del Acta de Independencia de Venezuela el 5 de julio de 1811.
El Congreso estuvo presidido por Felipe Fermín Paúl e integrado por cuarenta y tres diputados, sin embargo solo la firmaron 38; entre quienes figuraron: Francisco de Miranda como Vicepresidente, Juan Germán Roscio, Martín Tovar Ponte, Francisco Javier Ustáriz, Francisco del Toro, Manuel Palacio Fajardo, Isidoro López Méndez, Juan José de Maya, Nicolás de Castro, Lino de Clemente, Jóse María Ramírez, Domingo de Alvarado, Manuel Placido Maneyro, Mariano de la Cova, Francisco Xavier Mayz, Antonio Nicolás Briceño, Francisco X. Yanes, José de Sata y Bussy, José Ignacio Briceño, José Gabriel de Alcalá, Bartolomé Blandín, Francisco Policarpo Ortiz, Felipe Fermín Paúl, José Luis Cabrera, Francisco Hernández, José Ángel de Álamo, Gabriel Pérez de Pagola, Fernando Peñalver, Juan Nepomuceno Quintana, Manuel Vicente de Maya, Luis José Cazorla, Luis José Rivas y Tovar, José Vicente Unda, Luis Ignacio Mendoza, Juan Antonio Díaz Argote, Salvador Delgado y Francisco Iznardi, siendo este último su Secretario. El 21 de diciembre de 1811 sancionó la primera constitución nacional.
Este Congreso se mantuvo en sesiones hasta el 6 de abril de 1812, fecha en que se disolvió debido a la caída de la Primera República de Venezuela.

### En la Guerra de Independencia
La historia del Congreso de Venezuela, como depositario del Poder Legislativo Federal, se remonta al año de 1811, cuando se inaugura el 2 de marzo, siendo el Congreso más antiguo de América Latina. Posteriormente el 5 de marzo nombró el Triunvirato Ejecutivo compuesto por Cristóbal Mendoza, Juan Escalona y Baltasar Padrón, siendo Mendoza el primer Presidente de Venezuela. El mismo convocado para decidir la mejor clase de gobierno para Venezuela mientras durará el cautiverio del Rey Fernando VII en manos de Napoleón, durante las sesiones del Congreso surgió la idea de declarar la Independencia de España, concretándose el 5 de julio de 1811 y posterior Firma del Acta de Independencia, desatando la guerra con España. El 4 de diciembre de ese mismo año se promulga la primera Constitución Federal de Venezuela. Desde 1813 a 1817 no se reunió en Venezuela ningún Congreso.

### El «Congresillo» de Cariaco
Desde 1813 Simón Bolívar venía ejerciendo el Mando Supremo sin la aprobación de un congreso. Cuando Bolívar reinició la guerra en Venezuela en 1816, su primera preocupación fue la de organizar una asamblea en Santa Ana del Norte, en Margarita, que ratificara su autoridad militar. En su segunda expedición de los Cayos, el 28 de diciembre de 1816, Bolívar prometió de nuevo en Margarita su intención de convocar a un Congreso Nacional cuando las circunstancias lo permitieran en tierra firme.
Apenas Bolívar pasó a Guayana a asumir el mando de las tropas y dirigir la campaña, Santiago Mariño en franca discordia con este, reunió el apodado por la historiografía «Congresillo» de Cariaco el 8 de mayo de 1817, al cual asistieron el José Cortés de Madariaga, Luis Brión, Francisco Antonio Zea, Francisco Javier Maíz, Francisco Javier de Alcalá, Diego Vallenilla, Diego Antonio de Alcalá, Manuel Isava, Francisco de Paula Navas, Diego Bautista Urbaneja y Manuel Maneiro, y se constituyeron en Congreso de los Estados Unidos de Venezuela. Aparentemente este congreso respondía a la convocatoria que Bolívar había hecho en su proclama de la Villa del Norte. Este congreso no tuvo efectos prácticos, pero es importante señalar que intentó sin éxito restaurar la Constitución Federal de 1811.

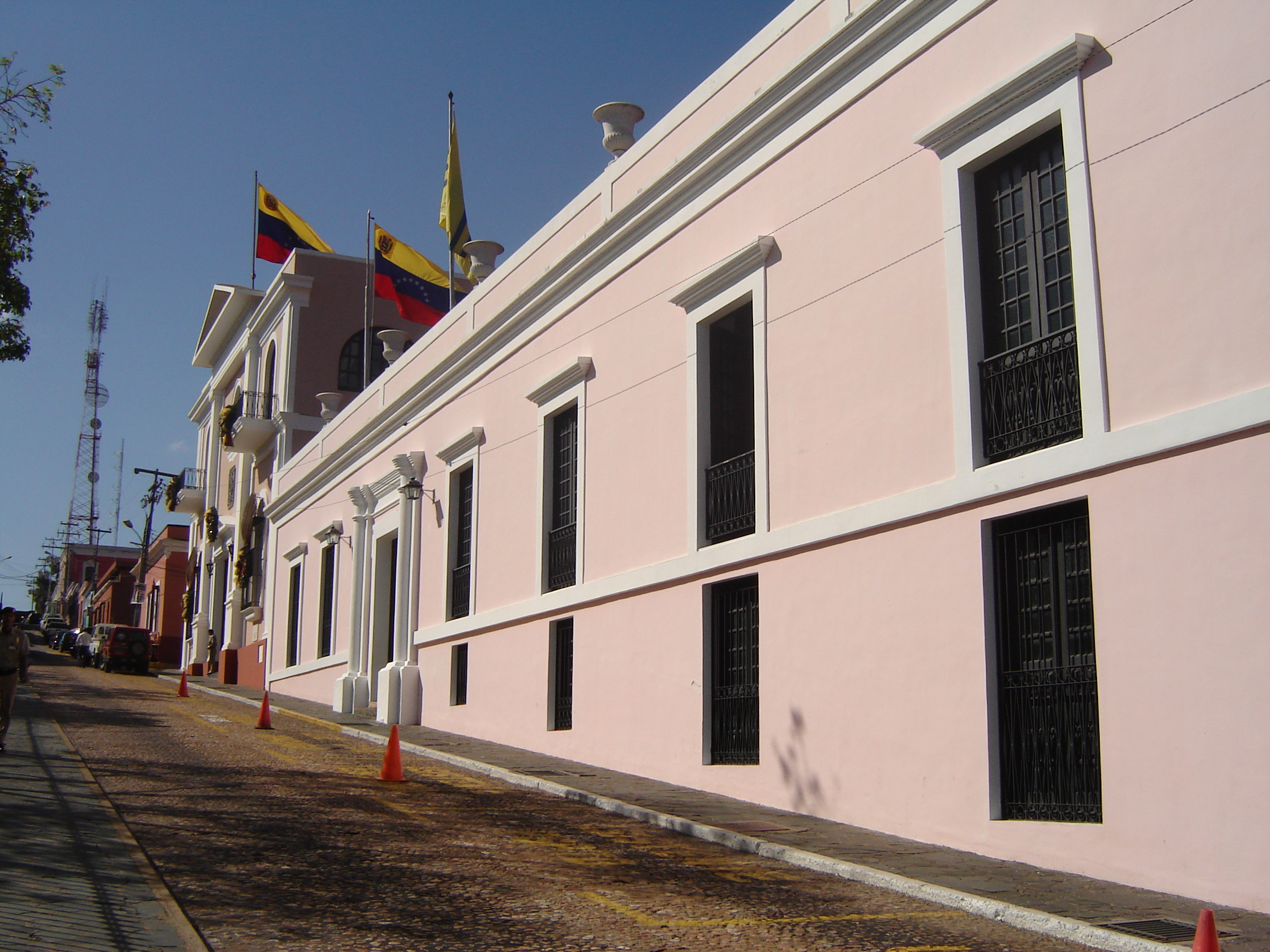
Sede del Congreso de Angostura, inaugurado el 15 de febrero de 1819 por Simón Bolívar, en Angostura (actualmente Ciudad Bolívar).

### El Congreso de Angostura
El Congreso de Angostura, inaugurado el 15 de febrero de 1819 por Simón Bolívar en Angostura (hoy Ciudad Bolívar), representó el segundo Congreso Constituyente de Venezuela. Fue elaborado en el contexto de las guerras de independencia de Venezuela y de Colombia. Sus palabras están recogidas en el célebre Discurso de Angostura.
En 1818, a pesar de estar todavía bajo el control español, los ímpetus independentistas continuaron y se reactivaron los ánimos constitucionales. El 15 de febrero de 1819, seis meses antes de la Batalla de Boyacá, se reunieron representantes de Venezuela, Nueva Granada (actualmente Colombia) y Quito (actualmente Ecuador) en Angostura, Venezuela, donde se instaló lo que históricamente se ha llamado el Congreso de Angostura para trabajar en el desarrollo de una Constitución. Los representantes de Quito eran pocos ya que todavía se encontraba bajo el control español.

### El Congreso de Valencia
Este congreso convocado por José Antonio Páez se reunió en la ciudad de Valencia, entre el 6 de mayo y el 14 de octubre de 1830. Con 33 de 48 diputados, se decidió la separación de Venezuela de la Gran Colombia y su nacimiento definitivo como república autónoma. Además, se aprobó la Constitución del Estado de Venezuela, de carácter centralista que tuvo una vigencia de 27 años, hasta a la reforma de 1857 consecuencia de la fragilidad del gobierno conservador hasta el inicio de la Guerra Federal en 1859.

### Después de la Guerra Federal

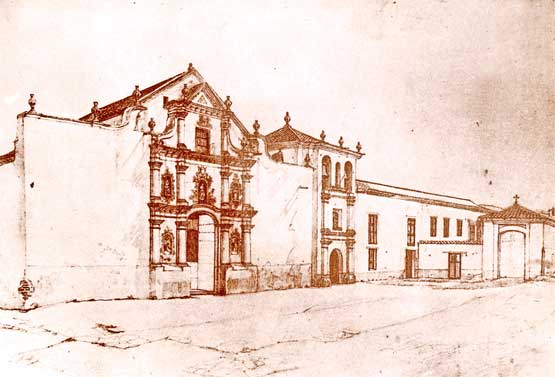
Convento de San Francisco, en Caracas, antigua sede del Congreso.

Después del triunfo del Partido Liberal en la Guerra Federal se convoca a La Asamblea Constituyente de la Federación para crear una nueva Constitución basada en los principios federales. El 28 de marzo de 1864 los miembros de la Asamblea Constituyente reunidos en Caracas firman la Constitución. Este Congreso lo conformaban igualmente dos Cámaras, La del Senado que representa a los Estados de la Unión y la de Diputados al Pueblo, este Congreso se encargaba de las leyes y tareas únicamente federales.

### Congreso Nacional

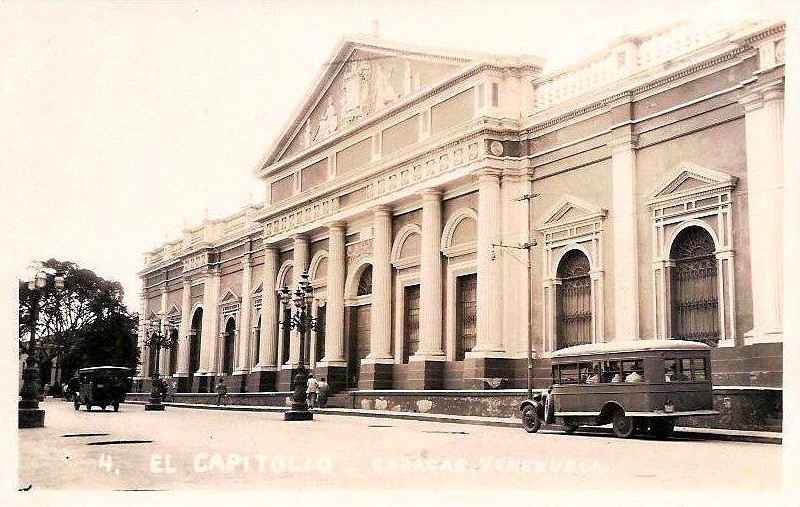
Fachada del Capitolio Federal en Caracas, capital de los Estados Unidos de Venezuela, en 1917.

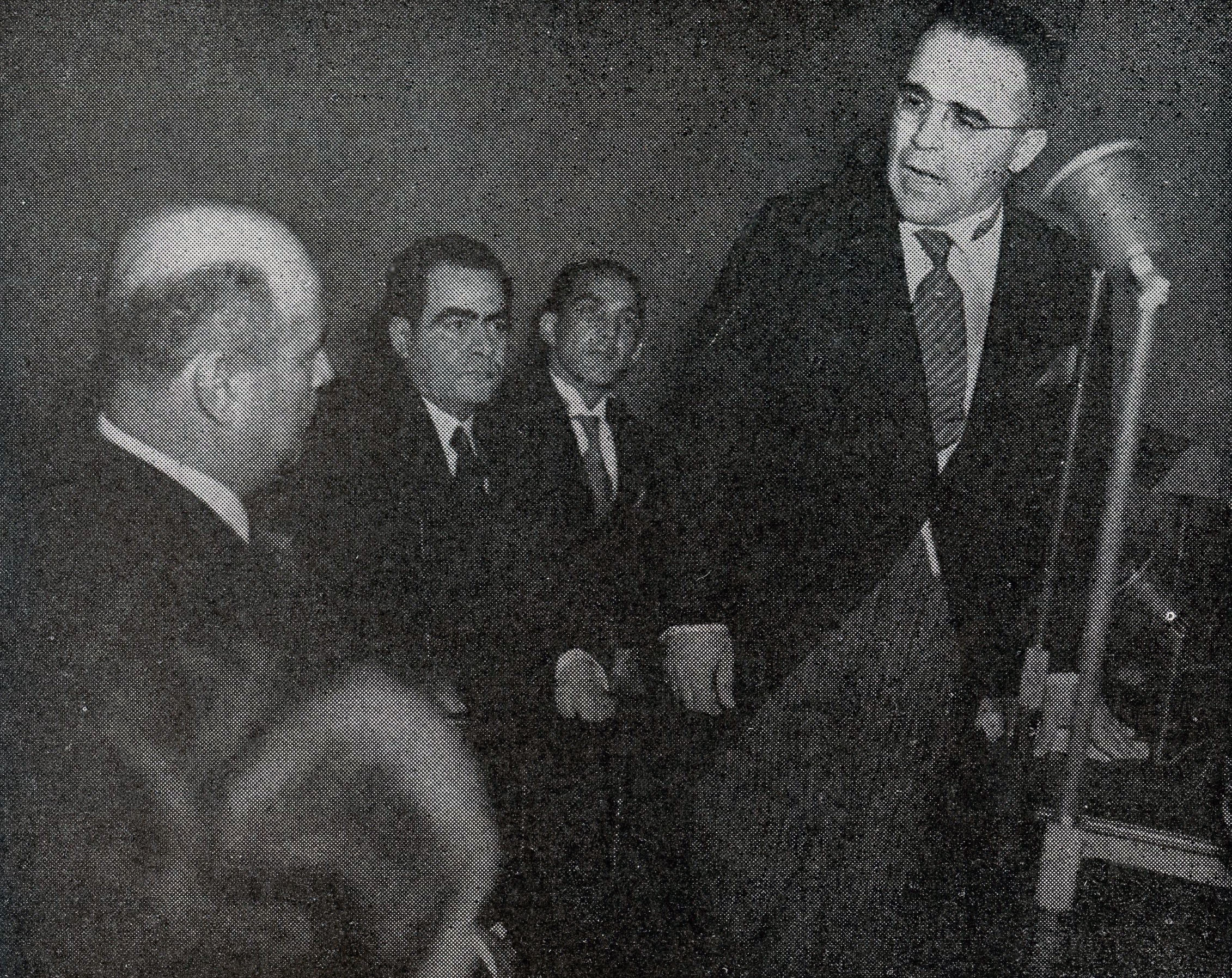
El escritor Mario Briceño Iragorry, presidente del Congreso Nacional, respondiendo a un mensaje del presidente Isaías Medina Angarita, 1945.

El 8 de noviembre de 1998 se celebraron las últimas elecciones parlamentarias para renovar el Congreso de la República. El 25 de agosto de 1999, la Asamblea Nacional Constituyente suspendió mediante un decreto las sesiones del Congreso y lo redujo a su Comisión Delegada. El 28 de marzo de 2000, la Asamblea Nacional Constituyente disolvió el Congreso y cesó en sus funciones a los senadores y diputados que lo integraban. El Poder Legislativo fue ejercido por la Comisión Legislativa Nacional (llamada popularmente Congresillo) hasta que los diputados de la Asamblea Nacional, el nuevo Parlamento unicameral establecido en la Constitución de 1999, fueran electos y tomaran posesión de sus respectivos cargos.

## Nombres oficiales
Según las diferentes Constituciones que ha tenido Venezuela, los nombres que ha recibido el Congreso han sido los siguientes:
- Congreso General de Venezuela, a partir de la Constitución de 1811 y 1819 (19 años aproximadamente).
- Congreso del Estado de Venezuela, a partir de la Constitución de 1830, 1857 y 1858 (34 años aproximadamente).
- Congreso de los Estados Unidos de Venezuela o Congreso de la Unión, a partir de la Constitución de 1864, 1874, 1881, 1891, 1893, 1901, 1904, 1909, 1914, 1922, 1925, 1928, 1929, 1931, 1936 y 1947 (89 años aproximadamente).
- Congreso Nacional de Venezuela, a partir de la Constitución de 1953 y 1961 (46 años aproximadamente).

## Requisitos

### Para ser senador
Según el Artículo 149 de la Constitución de la República de Venezuela, aprobada por el Congreso en 1961 y que fue la última carta magna nacional en consagrar este órgano legislativo bicameral en Venezuela, para ser Senador de la República se requería ser venezolano por nacimiento y ser mayor de treinta años.

### Para ser diputado
Por su parte, según el Artículo 152 de la misma Constitución aprobada en 1961, para ser Diputado de la República era preciso ser venezolano por nacimiento y tener al menos veintiún años cumplidos. 

## Funciones legales

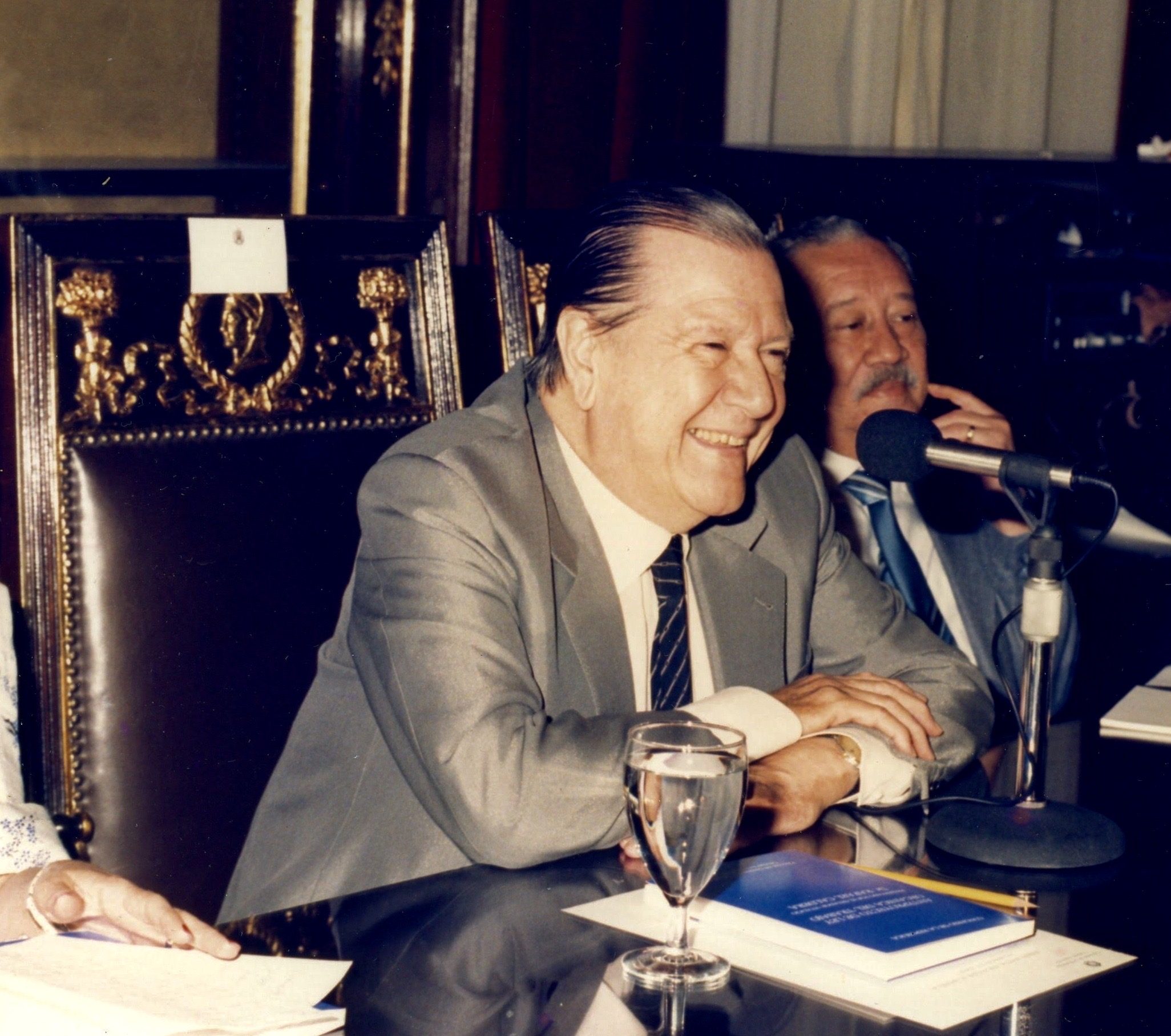
En su condición de expresidente de la república, entre 1974 y 1993 Rafael Caldera ejerció como senador vitalicio. En 1985 encabezó la comisión bicameral para la reforma de la Ley del Trabajo.

Según la Constitución de la República de Venezuela, aprobada por el Congreso de la República de Venezuela en 1961 y que fue la última en consagrar este tipo de poder legislativo en Venezuela, las atribuciones se repartían de la siguiente manera:

### Senado
Artículo 150.- Son atribuciones del Senado:
- Iniciar la discusión de los proyectos de ley relativos a tratados y convenios internacionales;
- Autorizar al Ejecutivo Nacional para enajenar bienes inmuebles del dominio privado de la Nación con las excepciones que establezca la ley;
- Autorizar a los funcionarios o empleados públicos para aceptar cargos, honores o recompensas de gobiernos extranjeros;
- Autorizar el empleo de misiones militares venezolanas en el exterior o extranjeras en el país, a solicitud del Ejecutivo Nacional;
- Autorizar el ascenso de oficiales de las Fuerzas Armadas, desde coronel o capitán de Navío, inclusive;
- Autorizar al presidente de la República para salir del territorio nacional;
- Autorizar el nombramiento del procurador general de la República, y de los jefes de misiones diplomáticas permanentes;
- Autorizar, por el voto de la mayoría de sus miembros, el enjuiciamiento del presidente de la República, previa declaratoria de la Corte Suprema de Justicia de que hay mérito para ello. Autorizado el enjuiciamiento, el presidente de la República quedará suspendido en el ejercicio de sus funciones;
- Acordar a los venezolanos ilustres que hayan prestado servicios eminentes a la República, los honores del Panteón Nacional, después transcurridos veinticinco años de su fallecimiento;
- Las demás que le señalen esta Constitución y las leyes.

### Cámara de Diputados
Artículo 153.- Son atribuciones de la Cámara de Diputados:
- Iniciar la discusión del presupuesto y de todo proyecto de ley concerniente al régimen tributario;
- Dar voto de censura a los Ministros; La mención de censura solo podrá ser discutida dos días después de presentada a la Cámara, la cual podrá decidir, por las dos terceras partes de los Diputados presentes, que el voto de censura acarrea la remoción del Ministro. Podrá, además, ordenar su enjuiciamiento;
- Las demás que le señalen esta Constitución y las leyes.

### Ambas Cámaras

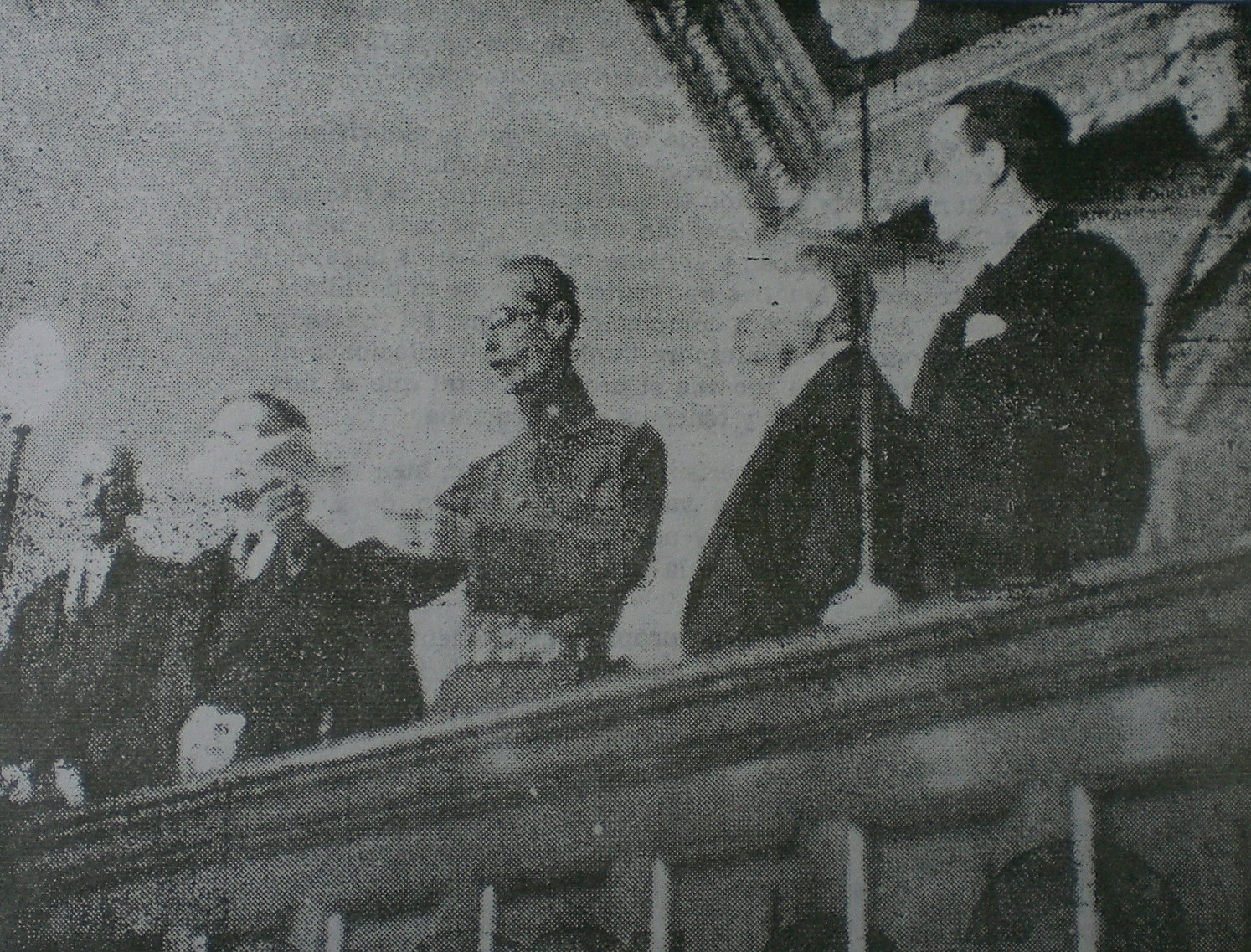
Toma de posesión de Eleazar López Contreras como Presidente de Venezuela ante el Congreso de la Unión en 1936. Palacio Federal Legislativo

Artículo 158.- Son atribuciones privativas de cada uno de los cuerpos legislativos:
- Dictar su reglamento y aplicar las sanciones que en él se establezcan para quienes lo infrinjan. La separación temporal de un Senador o un Diputado sólo podrá acordarse por el voto de las dos terceras partes de los presentes;
- Calificar a sus miembros y conocer de sus renuncias;
- Organizar su servicio de policía;
- Remover los obstáculos que se opongan al ejercicio de sus funciones;
- Acordar y ejecutar su presupuesto de gastos con base a la partida anual que se fije en la ley respectiva;
- Ejecutar y mandar ejecutar las resoluciones concernientes a su funcionamiento y a las atribuciones privativas anteriormente anunciadas.

### Comisión Delegada
Artículo 179.- Son atribuciones de la Comisión Delegada del Congreso:
- Velar por la observancia de la Constitución y el respeto a las garantías ciudadanas, y acordar para estos fines las medidas que sean procedentes;
- Ejercer las funciones de investigación atribuidas a los órganos legislativos;
- Designar comisiones especiales integradas por miembros del Congreso;
- Convocar al Congreso a sesiones extraordinarias cuando así lo exija la importancia de algún asunto;
- Autorizar al Ejecutivo Nacional, y por el voto favorable de las dos terceras partes de sus miembros, para crear, modificar o suprimir servicios públicos, en caso de urgencia comprobada;
- Autorizar al Ejecutivo Nacional para decretar créditos adicionales al Presupuesto;
- Autorizar al Presidente de la República para salir temporalmente del Territorio Nacional;
- Las demás que le atribuyan esta Constitución y las leyes.

## Cámaras

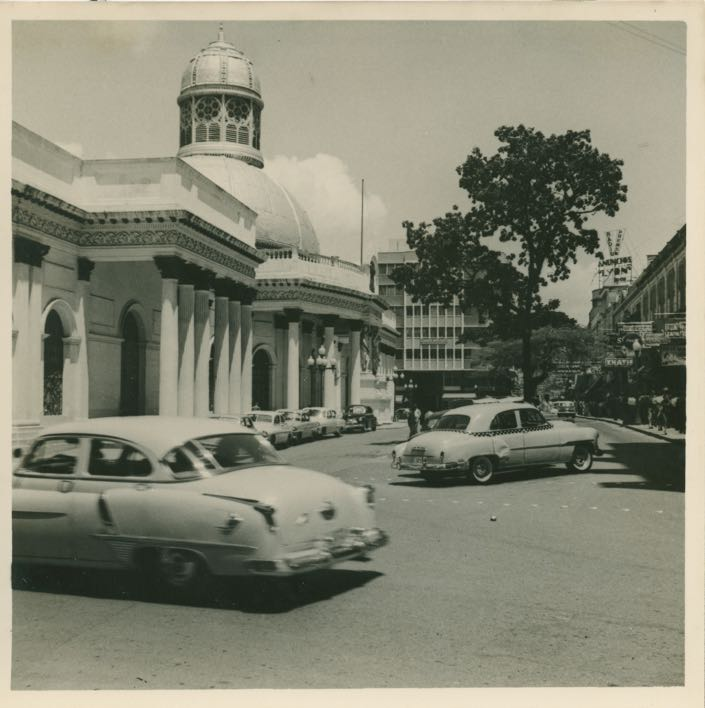
El Palacio Federal Legislativo, sede del Congreso de la República y actual sede de la Asamblea Nacional, en 1954.

### Senado
Era la Cámara alta del Congreso. Sus miembros representaban a los Estados federales de Venezuela. Había dos senadores por cada estado y dos por el Distrito Federal, así como los senadores adicionales. Dichos senadores adicionales eran los Senadores vitalicios, quienes eran aquellas personas que hubieran desempeñado la Presidencia de Venezuela en períodos anteriores.
Los senadores eran escogidos por el pueblo a través de listas partidistas, para un período de 5 años. La edad mínima para postularse al Senado era de 30 años. Para 1999, el Senado tenía 57 miembros. El Presidente del Senado era a la vez Presidente del Congreso.

### Cámara de Diputados
Era la Cámara baja de este órgano legislador. Sus miembros eran los representantes del pueblo y eran elegidos por votación directa, secreta y universal. A partir de 1993, los diputados comenzaron a ser escogidos por medio de un sistema mixto: de forma proporcional (desde las listas de cada partido); y de forma nominal (en circuitos). Los diputados duraban en su cargo un período de 5 años y debían de tener como mínimo 21 años cumplidos al día de la elección. Para 1999 la Cámara de Diputados estaba compuesta por 207 miembros.
El presidente de esta Cámara era, al mismo tiempo, el vicepresidente del Congreso.

## Legislaturas
| Período     | Mayoría | Mayoría   | Mayoría   | Mayoría   | Mayoría  | Primera Minoría               | Primera Minoría | Primera Minoría | Primera Minoría |
| Período     | Partido | Diputados | Senadores | Posición  | Tipo     | Partido                       | Diputados       | Senadores       | Tipo            |
| ----------- | ------- | --------- | --------- | --------- | -------- | ----------------------------- | --------------- | --------------- | --------------- |
| 1948        |         | 83/110    | 38/46     | Gobierno  | Absoluta |                               | 16/110          | 4/46            | Oposición       |
| 1959 - 1964 |         | 73/132    | 32/51     | Gobierno  | Absoluta | Unión Republicana Democrática | 34/132          | 11/51           | Oposición       |
| 1964 - 1969 |         | 66/179    | 22/47     | Gobierno  | Simple   |                               | 39/179          | 8/47            | Oposición       |
| 1969 - 1974 |         | 66/214    | 19/52     | Oposición | Simple   |                               | 59/214          | 16/52           | Gobierno        |
| 1974 - 1979 |         | 102/200   | 28/47     | Gobierno  | Absoluta |                               | 64/200          | 13/47           | Oposición       |
| 1979 - 1984 |         | 88/199    | 21/44     | Oposición | Simple   |                               | 84/199          | 21/44           | Gobierno        |
| 1984 - 1989 |         | 113/200   | 28/44     | Gobierno  | Absoluta |                               | 60/200          | 14/44           | Oposición       |
| 1989 - 1994 |         | 97/201    | 22/46     | Gobierno  | Simple   |                               | 67/201          | 20/46           | Oposición       |
| 1994 - 1999 |         | 55/203    | 16/50     | Oposición | Simple   |                               | 53/203          | 14/50           | Oposición       |
| 1999        |         | 61/206    | 21/54     | Oposición | Simple   |                               | 35/206          | 8/54            | Gobierno        |

## Autoridades
| Período       | Presidente del Senado Presidente del Congreso          | Presidente del Senado Presidente del Congreso          | Presidente de la Cámara de Diputados Vicepresidente del Congreso | Presidente de la Cámara de Diputados Vicepresidente del Congreso |
| Período       | Titular                                                | Partido                                                | Titular                                                          | Partido                                                          |
| ------------- | ------------------------------------------------------ | ------------------------------------------------------ | ---------------------------------------------------------------- | ---------------------------------------------------------------- |
| 1952-1953     | Vacante (Asamblea Constituyente)                       | Vacante (Asamblea Constituyente)                       | Vacante (Asamblea Constituyente)                                 | Vacante (Asamblea Constituyente)                                 |
| 1953-1954     | Carlos Travieso Pérez                                  |                                                        | Oscar Rodríguez Gragirena                                        |                                                                  |
| 1954-1955     | Carlos Travieso Pérez                                  |                                                        | Oscar Rodríguez Gragirena                                        |                                                                  |
| 1955-1956     | Pedro Agustín Dupouy                                   | Aurelio Ferrero Tamayo                                 |                                                                  |                                                                  |
| 1956-1957     | Pedro Agustín Dupouy                                   | Aurelio Ferrero Tamayo                                 |                                                                  |                                                                  |
| 1957-1958     | Pedro Agustín Dupouy                                   | Aurelio Ferrero Tamayo                                 |                                                                  |                                                                  |
| 1958-1959     | Vacante (Junta de Gobierno)                            | Vacante (Junta de Gobierno)                            | Vacante (Junta de Gobierno)                                      | Vacante (Junta de Gobierno)                                      |
| 1959-1960     | Raúl Leoni                                             |                                                        | Rafael Caldera                                                   |                                                                  |
| 1960-1961     | Raúl Leoni                                             |                                                        | Rafael Caldera                                                   |                                                                  |
| 1961-1962     | Raúl Leoni                                             |                                                        | Rafael Caldera                                                   |                                                                  |
| 1962-1963     | Luis Beltrán Prieto Figueroa                           | Manuel Vicente Ledezma                                 |                                                                  |                                                                  |
| 1962-1963     | Luis Beltrán Prieto Figueroa                           | Ignacio Luis Arcaya                                    | Unión Republicana Democrática                                    |                                                                  |
| 1963-1964     | Luis Beltrán Prieto Figueroa                           | Ignacio Luis Arcaya                                    | Unión Republicana Democrática                                    |                                                                  |
| 1964-1965     | Luis Beltrán Prieto Figueroa                           | Héctor Santaella                                       | Unión Republicana Democrática                                    |                                                                  |
| 1965-1966     | Luis Augusto Dubuc                                     | Alirio Ugarte Pelayo                                   | Unión Republicana Democrática                                    |                                                                  |
| 1966-1967     | Luis Augusto Dubuc                                     | Dionisio López Orihuela                                | Unión Republicana Democrática                                    |                                                                  |
| 1967-1968     | Luis Augusto Dubuc                                     | Enrique Betancourt y Galíndez                          | Unión Republicana Democrática                                    |                                                                  |
| 1968-1969     | Armando Vegas Sánchez                                  |                                                        | César Rondón Lovera                                              |                                                                  |
| 1969-1970     | José Antonio Pérez Díaz                                | Jorge Dáger                                            |                                                                  |                                                                  |
| 1970-1971     | José Antonio Pérez Díaz                                | Antonio Léidenz Estevanot                              |                                                                  |                                                                  |
| 1971-1972     | José Antonio Pérez Díaz                                | Antonio Léidenz Estevanot                              |                                                                  |                                                                  |
| 1972-1973     | José Antonio Pérez Díaz                                | Antonio Léidenz Estevanot                              |                                                                  |                                                                  |
| 1973-1974     | José Antonio Pérez Díaz                                | Antonio Léidenz Estevanot                              |                                                                  |                                                                  |
| 1974-1975     | Gonzalo Barrios Bustillos                              |                                                        | Gonzalo Ramírez Cubillán                                         |                                                                  |
| 1975-1976     | Gonzalo Barrios Bustillos                              | Oswaldo Álvarez Paz                                    |                                                                  |                                                                  |
| 1976-1977     | Gonzalo Barrios Bustillos                              | Oswaldo Álvarez Paz                                    |                                                                  |                                                                  |
| 1977-1978     | Gonzalo Barrios Bustillos                              | Oswaldo Álvarez Paz                                    |                                                                  |                                                                  |
| 1978-1979     | Gonzalo Barrios Bustillos                              | Oswaldo Álvarez Paz                                    |                                                                  |                                                                  |
| 1979-1980     | Godofredo González                                     |                                                        | Carlos Canache Mata                                              |                                                                  |
| 1980-1981     | Godofredo González                                     |                                                        | Carlos Canache Mata                                              |                                                                  |
| 1981-1982     | Godofredo González                                     |                                                        | Carlos Canache Mata                                              |                                                                  |
| 1982-1983     | Godofredo González                                     | Armando Sánchez Bueno                                  |                                                                  |                                                                  |
| 1983-1984     | Godofredo González                                     | Armando Sánchez Bueno                                  |                                                                  |                                                                  |
| 1984-1985     | Reinaldo Leandro Mora                                  |                                                        | Leonardo Ferrer                                                  |                                                                  |
| 1985-1986     | Reinaldo Leandro Mora                                  |                                                        | Leonardo Ferrer                                                  |                                                                  |
| 1986-1987     | Reinaldo Leandro Mora                                  |                                                        | Leonardo Ferrer                                                  |                                                                  |
| 1987-1988     | Reinaldo Leandro Mora                                  | José Rodríguez Iturbe                                  |                                                                  |                                                                  |
| 1988-1989     | Reinaldo Leandro Mora                                  | José Rodríguez Iturbe                                  |                                                                  |                                                                  |
| 1989-1990     | Octavio Lepage                                         | José Rodríguez Iturbe                                  |                                                                  |                                                                  |
| 1990-1991     | David Morales Bello                                    | Luis Enrique Oberto                                    |                                                                  |                                                                  |
| 1991-1992     | Pedro París Montesinos                                 | Luis Enrique Oberto                                    |                                                                  |                                                                  |
| 1992-1993     | Pedro París Montesinos                                 | Luis Enrique Oberto                                    |                                                                  |                                                                  |
| 1993-1994     | Octavio Lepage                                         | Luis Enrique Oberto                                    |                                                                  |                                                                  |
| 1993-1994     | Pedro París Montesinos                                 | Luis Enrique Oberto                                    |                                                                  |                                                                  |
| 1994-1995     | Eduardo Gómez Tamayo                                   |                                                        | Carmelo Lauría                                                   |                                                                  |
| 1995-1996     | Eduardo Gómez Tamayo                                   |                                                        | Carmelo Lauría                                                   |                                                                  |
| 1996-1997     | Cristóbal Fernández Daló                               |                                                        | Ramón Guillermo Aveledo                                          |                                                                  |
| 1997-1998     | Cristóbal Fernández Daló                               |                                                        | Ramón Guillermo Aveledo                                          |                                                                  |
| 1998-1999     | Pedro Pablo Aguilar                                    |                                                        | Ixora Rojas                                                      |                                                                  |
| 1999          | Luis Alfonso Dávila                                    |                                                        | Henrique Capriles                                                |                                                                  |
| 1999-2000     | Vacante (Asamblea Constituyente)                       | Vacante (Asamblea Constituyente)                       | Vacante (Asamblea Constituyente)                                 | Vacante (Asamblea Constituyente)                                 |
| 2000-presente | Véase: Presidente de la Asamblea Nacional de Venezuela | Véase: Presidente de la Asamblea Nacional de Venezuela | Véase: Presidente de la Asamblea Nacional de Venezuela           | Véase: Presidente de la Asamblea Nacional de Venezuela           |